# 林瑋恩
林瑋恩（1988年3月22日—），臺灣職業棒球選手，外號「咖啡小子」，生涯曾效力於中華職棒興農牛、義大犀牛以及富邦悍將，主要守備位置為游擊手，亦可守二壘、三壘等位置，被認為是守優於攻的選手。

## 生平
2013年3月29日，由於在對戰Lamigo桃猿的比賽中因成功執行強迫取分戰術而贏球，很多美技守備演出，成為球迷與媒體的追逐焦點，甚至有廠商因為他的名字而希望其代言咖啡。然而上半季末起由於受傷，加上打擊狀況下滑，逐漸歸於平淡。
2013年8月8日於洲際球場對戰兄弟象隊，三局下面對先發投手米吉亞，擊出直擊左外野標竿的陽春全壘打，為生涯首轟

## 經歷
- 雲林縣北港鎮北辰國小少棒隊
- 雲林縣文生中學國中部
- 雲林縣蔦松國中青少棒隊
- 台北市華興中學青棒隊
- 台北市強恕中學青棒隊
- 合作金庫棒球隊借將
- 台北體育學院棒球隊
- 台北縣成棒隊隨隊練習（2009年10月12日－16日），正式球員（2009年10月16日－2010年）
- 中華職棒興農牛隊代訓球員（2010年12月31日－2011年11月10日）
- 中華職棒興農牛（2011年11月10日－2012年12月16日）
- 中華職棒義大犀牛（2012年12月17日－2016年10月31日）
- 中華職棒富邦悍將（2016年11月1日－2019年2月）
- 中華職棒富邦悍將情蒐人員（2019年2月～12月）
- 中華職棒味全龍內野教練（2020年5月30日～2020年12月）
- 中華職棒味全龍二軍首席教練兼任二軍內野教練（2021年1月－2021年8月20日）
- 中華職棒味全龍二軍總教練（2021年8月21日－2022年5月12日）
- 中華職棒味全龍內野教練兼任壘指導員（2022年5月13日～2022年12月）
- 中華職棒味全龍一軍首席教練（2023年–）

## 職棒生涯成績
| 年度 | 球隊     | 出賽 | 打數 | 安打 | 全壘打 | 打點 | 得分 | 盜壘 | 四死 | 三振 | 壘打數 | 雙殺打 | 打擊率 | 上壘率 | 長打率 | OPS   |
| ---- | -------- | ---- | ---- | ---- | ------ | ---- | ---- | ---- | ---- | ---- | ------ | ------ | ------ | ------ | ------ | ----- |
| 2012 | 興農牛   | 33   | 31   | 5    | 0      | 2    | 4    | 1    | 1    | 6    | 6      | 0      | 0.161  | 0.212  | 0.194  | 0.406 |
| 2013 | 義大犀牛 | 101  | 319  | 76   | 1      | 35   | 33   | 7    | 28   | 44   | 91     | 5      | 0.238  | 0.295  | 0.285  | 0.580 |
| 2014 | 義大犀牛 | 86   | 223  | 50   | 0      | 15   | 30   | 2    | 16   | 35   | 59     | 7      | 0.224  | 0.273  | 0.265  | 0.538 |
| 2015 | 義大犀牛 | 93   | 247  | 58   | 0      | 20   | 32   | 9    | 17   | 45   | 66     | 6      | 0.235  | 0.284  | 0.267  | 0.551 |
| 2016 | 義大犀牛 | 59   | 123  | 30   | 0      | 11   | 18   | 4    | 11   | 19   | 33     | 6      | 0.244  | 0.304  | 0.268  | 0.572 |
| 2017 | 富邦悍將 | 53   | 99   | 24   | 0      | 10   | 20   | 1    | 10   | 8    | 29     | 3      | 0.242  | 0.312  | 0.293  | 0.605 |
| 2018 | 富邦悍將 | 7    | 20   | 6    | 0      | 2    | 2    | 0    | 2    | 6    | 7      | 0      | 0.300  | 0.348  | 0.350  | 0.698 |
| 合計 | 7年      | 432  | 1062 | 249  | 1      | 95   | 139  | 24   | 86   | 174  | 291    | 27     | 0.234  | 0.289  | 0.274  | 0.563 |

## 外部連結
- 林瑋恩在台灣棒球維基館上的頁面（繁體中文）
- 林瑋恩在中華職棒官網
- 林瑋恩在Baseball-Reference.com（小聯盟以及海外聯盟）（英语）
- 林瑋恩的Facebook專頁